# Lanchester 6×4
El Lanchester 6x4 era un automóvil blindado británico con transmisión 6x4 producido por la compañía Lanchester Motor Company en cantidades limitadas a finales de la década de 1920 y principios de la década de 1930. Era un desarrollo más pesado y resistente del anterior vehículo blindado Lanchester 4×2 ; permaneció en servicio con unidades territoriales y coloniales hasta principios de la década de 1940 y vio acción en Campaña de Malasia .

## Historia de producción y descripción
La firma automovilística Lanchester, fundada en 1899, fue un reconocido fabricante de automóviles ubicada en Birmingham. Había producido los famosos vehículos blindados Lanchester 4×2 durante la Primera Guerra Mundial, que ganó reputación por su resistencia y fiabilidad, especialmente en los frentes oriental y ruso. Esta vez, la Oficina de Guerra solicitó un chasis 6 × 4, para operaciones de largo alcance en las colonias del Imperio Británico, y con el ejército territorial. Lanchester envió su diseño en 1927 y se le otorgó un contrato para construir dos prototipos el 19 de julio de 1927. En marzo de 1928 se construyeron los prototipos, D1E1 y D1E2 (este último equipado con puertas traseras para una rápida salida) con diferentes armamentos y formas de torreta, el D1E2 también tenía controles de conducción adicionales en la parte trasera.
Durante las pruebas, se constató de que el chasis no era lo suficientemente fuerte o rígido para un vehículo tan pesado, como para hacer frente a un terreno accidentado y conducirlo con éxito. Aun así, en julio de 1928, se ordenaron una primera serie de 22 vehículos Mk.I con un chasis mejorado y otros cambios de detalle. Este chasis no tenía un correspondiente civil de automóviles o camiones, ya que estaba especialmente diseñado para el vehículo y era muy resistente. La forma de la carrocería blindada tenía muchas similitudes con la del famoso automóvil blindado Rolls-Royce usado durante la Primera Guerra Mundial. Los ejes gemelos en la parte trasera permitieron el montaje de torretas más grandes y un compartimiento de combate más espacioso. De los solicitados, dieciocho estaban armados con una Ametralladora Vickers .50 calibre 12,7 mm a la izquierda del conductor, y un doble montaje en la torreta con dos ametralladoras Vickers de 7,70 mm; los otros cuatro eran variantes de mando Mk.Ia en los cuales un equipo de comunicaciones (radio tipo 9 y antena de látigo) reemplazó a la ametralladora montada en el casco y la posición del artillero fue ocupada por un operador de radio. En ambas versiones, la torreta presentaba una cúpula que podía girarse de manera independiente, lo que ayudaba mucho a la observación mientras las escotillas estaban cerradas. El espacio superior sobre el eje trasero se utilizó para el almacenamiento. Dos grandes cajas de almacenamiento se colocaron sobre los guardabarros, justo detrás del compartimiento de combate, mientras que una carga útil podría encontrar espacio en el medio. La tripulación podía acceder al vehículo a través de las puertas traseras o las laterales. La tripulación estaba compuesta por un conductor, copiloto/comandante y dos artilleros.
En octubre de 1929 se ordenaron ocho vehículos más: tres Mk.II y tres variantes de comando Mk.IIa, a los que se sumaron los prototipos D1E3 y D1E4 que fueron utilizados como vehículos de instrucción. En el Mk.I se habían duplicado los neumáticos traseros (10 ruedas en total) y los seis  Mk.II tenían neumáticos traseros individuales (6 ruedas en total). Las primeras entregas comenzaron en enero de 1929 y terminaron en 1934.
Los Lanchester tuvieron un buen rendimiento a campo través (particularmente en la nueva forma 6X4), se consideraron confiables y fáciles de mantener, pero demostraron ser demasiado grandes, pesados y lentos en las misiones de reconocimiento para las que fueron concebidos originalmente. Cuando otros vehículos de reconocimiento alternativos estuvieron disponibles, especialmente el Morris Light Reconnaissance Car (MLR), los Lanchester fueron asignados a la función de vigilancia colonial.

## Historial operativo
En enero de 1929, los primeros Lanchester (y los vehículos blindados Rolls-Royce transferidos de las existencias de la Armada y la Fuerza Aérea) fueron recibidos por el 11.º Regimiento de Húsares como parte de su mecanización. Debido a la baja tasa de entrega, se tardó hasta 1934 en equipar completamente la unidad. En noviembre, el regimiento fue trasladado a Egipto para relevar al 12.º Regimiento de Lanceros Reales , que regresaron a Gran Bretaña y se hicieron cargo de algunos de estos vehículos.
En enero-febrero de 1935, un escuadrón D provisional de los 12° de Lanceros con ocho vehículos blindados sirvió como fuerza de paz en la región del Sarre en 1935. El 31 de diciembre, los escuadrones B y C fueron enviados nuevamente a Egipto con 29 vehículos blindados como respuesta a la invasión italiana de Abisinia y al fortalecimiento de las guarniciones italianas en Libia, siendo utilizados para patrullar la frontera occidental. A fines de 1936, los escuadrones fueron devueltos a Gran Bretaña, donde el regimiento fue reequipado con Morris Light Reconnaissance Car.
En 1939, la mayoría de los Lanchester (13 Mk.I, 1 Mk.Ia, 5 Mk.II; y 3 Mk.IIa) fueron enviados al Lejano Oriente y asignados a los batallones de Selangor y Perak de la Fuerza de Voluntarios de los Estados Federados Malayos , el Cuerpo de Voluntarios de Singapur , Straits Settlements Volunteer Force y el 2.º Batallón de los Argyll and Sutherland Highlanders , algunos de los cuales participaron en la Campaña de Malasia (diciembre de 1941 - 15 de febrero de 1942) contra el Ejército Imperial Japonés .
Se entregaron diez Lanchester al Ejército Territorial (23rd London Armoured Car Company y 1st Derbyshire Yeomanry), en 1940 uno se convirtió para proporcionar transporte protegido para uso de los ministros del gabinete y otros vip en Londres.
En 1941, dos fueron entregados al primer escuadrón belga de vehículos blindados.
El único vehículo sobreviviente es un Mk.II en exhibición en el The Tank Museum de Bovington.

## Versiones
- Mark I: tenía ruedas traseras dobles y una cúpula circular plana para el comandante, 18 producidos
- Mark Ia: similar al Mark I pero llevaba un aparato de radio n.º 9 y una antena de látigo en lugar de la ametralladora montada en el casco, 4 construidos
- Mark II: con ruedas traseras simples y una cúpula con lados inclinados, siete construidos
- Mark IIa: se parecía al Mark II pero llevaba una radio n.º 9 y una antena de látigo en lugar de la ametralladora montada en el casco, seis producidos

## Vehículos blindados de similares características, uso y época
- Automóvil blindado Tipo 92 Chiyoda
- Laffly S15TOE
- Automóvil blindado M1
- Schwerer Panzerspähwagen
- Steyr ADGZ